# Katherine Horny
Katherine Xenia Horny Sebastiani (ur. 11 listopada 1969 w Limie) – peruwiańska siatkarka. Srebrna medalistka igrzysk olimpijskich w Seulu.